# Vicariato apostolico dell'Alta e Bassa Sassonia
Il vicariato apostolico dell'Alta e Bassa Sassonia è una sede soppressa della Chiesa cattolica.

## Storia
Il vicariato apostolico fu eretto il 6 aprile 1709, ricavandone il territorio dal vicariato apostolico delle Missioni del Nord.
Sede vicariale fu la città di Hannover, dove fungeva da chiesa principale la chiesa di San Clemente, oggi basilica.
Nel 1732 cedete una porzione del suo territorio a vantaggio dell'erezione del vicariato apostolico di Brandeburgo e Prussia.
Nel 1743 perdette un'altra parte del suo territorio notevole quando fu eretto il Vicariato apostolico per le terre della Casa di Sassonia (Sächsischen Erblanden), su richiesta del re Augusto III di Polonia nel suo ruolo di Elettore di Sassonia; così si ridusse de facto alla Bassa Sassonia.
L'11 febbraio 1780 il vicariato apostolico fu soppresso e i suoi territori tornarono a far parte del vicariato apostolico delle missioni del Nord.

## Cronotassi dei vescovi
- Agostino Steffani † (6 aprile 1709 - 1723 dimesso)
  - Sede vacante (1723-1726)
- Agostino Steffani † (27 maggio 1726 - 12 febbraio 1728 deceduto) (per la seconda volta)
  - Sede vacante (1728-1730)
- Leopold Heinrich Wilhelm von Schorror † (10 ottobre 1730 - 1º dicembre 1745 dimesso)
- Johann Wilhelm von Twickel † (1º dicembre 1745 - 10 settembre 1757 deceduto)
  - Sede vacante (1757-1760)
- Johann Ignace von Franken-Siersdorf † (17 settembre 1760 - 21 maggio 1779 deceduto)